# Étienne Fels
Pour les articles homonymes, voir Fels.
Marie Émile Étienne Fels, né le 27 novembre 1900 à Hielle (commune de Rupt-sur-Moselle) et mort le 24 février 1970 à Strasbourg, est un industriel et historien français.

## Biographie
Il est le fils de Xavier Fels (1867-1954) et de Marie Louise Walter. La famille d'origine alsacienne quitte Schirmeck en 1870, pour développer des ateliers textiles sur les bords de la Moselle. Étienne poursuit ses études secondaires à Paris, au Lycée Janson-de-Sailly en préparant le concours de l'École centrale auquel il est admissible. Mais sa vocation pour l'histoire et l'archéologie l'emporte : il prépare une agrégation d'histoire et suit les cours d'Émile Mâle. Il intègre l'École des chartes en 1923 et y soutient une thèse intitulée Étude de l'architecture religieuse en Alsace à l'époque romane, sous la direction de Marcel Aubert. Il obtient son diplôme d'archiviste-paléographe en 1928. La mort accidentelle de son frère aîné en 1923 l'oblige à rejoindre l'entreprise familiale, à la fin de ses études, pour finalement en assurer la gestion et l'expansion. Il s'installe à  Hielle en 1930.
À sa mort, sa dépouille mortelle est déposée au pied du pilier des Anges de la Cathédrale Notre-Dame de Strasbourg du 25 au 27 février 1970, honneur habituellement réservé aux évêques du diocèse. Il est inhumé dans la chapelle qu'il a fait construire dans le cimetière de Vecoux.

## Travaux
Après son passage à l'École des chartes et la publication de son étude sur la Collégiale Saint-Thiébaut de Thann, il est encouragé par le chanoine Joseph Walter (lui-même ancien élève de l'historien d'art allemand Georg Dehio ) à poursuivre des recherches sur l'architecture médiévale. Elles lui vaudront d'être nommé inspecteur général pour la Société française d'archéologie et élu président de la Société des amis de la cathédrale de Strasbourg entre 1952 et 1960.

## Titres et distinctions
- Chevalier de la Légion d'honneur en 1950 [5].

## Œuvres et publications
- « St.-Jean des Choux », in : Congrès archéologique de France, vol. 83, 1920, p. 275-286.
- « L'Église St-Thiébaut de Thann », in : Congrès archéologique de France, vol. 83, 1920, p. 383-411.
- « Étude sur l'architecture religieuse en Alsace à l'époque romane », [Thèse d'École des chartes][6], 1928.
- « L'église primitive de l'Abbaye de Schaffhouse », in : Bulletin monumental, 1929, fasc. 3-4, p. 313-317.
- « L'église abbatiale de Murbach », Librairie Istra (Strasbourg), 1930.
- « Étude sur la démographie lorraine. Réflexions sur le livre de Denis de Rougemont : Politique de la personne. »
- « Étude sur l'évolution du réseau des voies de communication en Alsace au cours des âges ».
- « L'édifice vouté en Allemagne ».
- « Le chevet de plan bénédictin des églises romanes ».
- « D'un massacre de Lorrains qui fut fait à Rosheim (1217) ».
- « Dugny », in: Congrès archéologique de France, 1934, p. 379-390.
- « Verdun », in: Congrès archéologique de France, vol. 96, 1933, p. 391-418.
- « Mont-devant-Sassey », in: Congrès archéologique de France, 1934, p. 471-487.
- « Vitrail de la chapelle Jacques Cœur à Bourges », in: Architecture religieuse en France à l'époque gothique de R. de Lasteyrie, II, p. 223-224.
- « Abbaye Saint-Sever-sur-l'Adour », in: Congrès archéologique de France, vol. 102, 1939, p. 345-364.
- « Déplacements de la façade de la Cathédrale de Chartres et du portail royal », 1939.
- « Origines du chevet de plan bénédictin des églises romanes », in: Bulletin de la Société nationale des antiquaires de France, (1941) p. 269-272.
- « XIIe Centenaire de l'entrevue de Ponthion », [conférence], 1954.
- « Façade de la cathédrale de Strasbourg élevée par l'évéque Wernher au début du XIe siècle », in: Bulletin de la Société nationale des antiquaires de France, 1954/55, p. 28-30.
- « Églises carolingiennes qui se sont élevées à l'est du Rhin », in: Bulletin de la Société nationale des antiquaires de France, 1954/55, p. 79-80.
- « Fresques dans l'abbaye carolingienne de Saint-Jean de Müstair », in: Bulletin de la Société nationale des antiquaires de France, (1954/55) p. 40-41
- «  La façade de l'église abbatiale de Jumièges », in: Bulletin de la Société nationale des antiquaires de France, 1954/55, p. 62-63.
- (de) « Die Grabung an der Fassade der Kathedrale von Chartres », in: Kunstchronik, vol. 8, 1955, p. 149-151.
- « Notes portant sur l'église de Margerie », in: Congrès archéologique de France, vol. 113, 1955, p. 230-235.
- « Commémoration du cent-cinquantenaire de la Société Nationale des Antiquaires de France », [discours], 1955.
- « Les églises romanes du Haut-Rhin » [conférence], 1960.
- « La cathédrale de l'Évêque Wernher », in: Bulletin de la Société des Amis de la Cathédrale de Strasbourg, Ser. 2, vol. 7, 1960, p. 31-44.
- « L'Occident en l'an mil », [conférence au Rotary Club d'Epinal], 1963.
- « La façade de la cathédrale de Chartres au XIIe siècle et sur l'état antérieur tel qu'il existait au XIe siècle », in : Bulletin de la Société nationale des antiquaires de France, 1967, p. 232-233.
- « Les sculptures du Pilier des Anges à la cathédrale de Strasbourg », in : Bulletin de la Société nationale des antiquaires de France, (1968) p. 182-184.
- « Le chevet de plan bénédictin des églises romanes », in : Bulletin de la Société Nationale des Antiquaires de France.
- « L'église de Germigny-L'Exempt (Cher) et son clocher porche », in : Études Ligériennes d'histoire et d'archéologie médiévales, 1975, p. 191-193.

En collaboration
- Karl Stehlin, Hans Reinhardt « La façade de la cathédrale de Strasbourg. Anciens projets et l'exécution », in : Bulletin Société des Amis de la Cathédrale de Strasbourg, vol. 2-3, 1935, p. 15-27.
- avec Hans Reinhardt :« Étude sur les églises porches carolingiennes et leur survivance dans l'art roman », in : Bull Mon, 1933, p. 331-35, et Bull Mon, 1937, p. 425-69.

Préface
- La Cathédrale de Strasbourg, par Hans Haug, Robert Will, Théodore Rieger, Victor Beyer, Paul Ahnne, Éditions des "Dernières nouvelles" (Strasbourg), 1957.